# Љубањски рејон
Љубањски рејон (блр. Любанскі раён; рус. Лю́банский райо́н) је административна јединица другог нивоа на крајњем југу Минске области у Републици Белорусији. Административни центар рејона је град Љубањ.

## Географија
Љубањски рејон обухвата територију површине 1.913,75 км² и на 11. је месту по величини у Минској области. Граничи се са Салигорским, Стародарошким и Слуцким рејонима Минске области те са Глуским рејоном Могиљовске области и Акцјабрским, Петрикавским и Житкавичким рејонима Гомељске области. 
Најважнији водоток је река Ареса која протиче централним делом рејона и чије воде се преко система канала користе за потребе привреде у рејону.

## Историја
Љубањски рејон основан је 17. јула 1924. с административним центром у Љубању који је тек 1938. административно уређен као варошица (городской посёлок).
Захваљујући опсежним мелиорационим радовима током 20-их година прошлог века непроходна мочвара је претворена у плодну ораницу, и на територији рејона су основане бројне радничке комуне (совхози).
Током Другог светског рата на подручју овог рејона деловали су јаки партизански одреди који су се борили против окупаторских јединица. 

## Демографија
Према резултатима пописа из 2009. на подручју Љубањског рејона стално је било насељено 35.440 становника или у просеку 18,51 ст./км². Од тога броја око половина живи у граду Љубању и варошици Уреча.
Основу популације чине Белоруси (95,61%), Руси (2,08%) и остали (1,59%).
На територији рејона постоји укупно 126 насељених места. 

## Саобраћај
Кроз рејон пролази железничка пруга на релацији Могиљов-Барановичи.